# Toeplitzova matice
Toeplitzova matice, pojmenovaná po německém matematikovi Ottu Toeplitzovi, je pojem z oboru lineární algebry, který označuje zvláštní druh matic, jež jsou konstantní v rámci všech diagonál vedoucích ve směru shora zleva doprava dolů (matice s konstantními diagonálami shora zprava doleva dolů se nazývají Hankelovy). Například Toeplitzova čtvercová matice stupně 5 má tedy obecně podobu
{\displaystyle {\begin{bmatrix}a&b&c&d&e\\f&a&b&c&d\\g&f&a&b&c\\h&g&f&a&b\\i&h&g&f&a\end{bmatrix}}.}
obecnější podoba Toeplitzovy čtvercové matice je
{\displaystyle {\begin{bmatrix}a_{0}&a_{-1}&a_{-2}&\ldots &\ldots &a_{-n+1}\\a_{1}&a_{0}&a_{-1}&\ddots &&\vdots \\a_{2}&a_{1}&\ddots &\ddots &\ddots &\vdots \\\vdots &\ddots &\ddots &\ddots &a_{-1}&a_{-2}\\\vdots &&\ddots &a_{1}&a_{0}&a_{-1}\\a_{n-1}&\ldots &\ldots &a_{2}&a_{1}&a_{0}\end{bmatrix}}}
Tento vztah lze také vyjádřit rovností
{\displaystyle a_{i,j}=a_{i-1,j-1}.} pro všechna {\displaystyle 0<i,j\leq n}
Díky speciálnímu tvaru těchto matic existují poměrně efektivní algoritmy s nimi pracující. Například Levinsonova rekurze umožňuje vyřešení příslušné (i nehomogenní) soustavy lineárních rovnic v čase {\displaystyle \Theta (n^{2})}. Její varianta také umožňuje najít determinant Toeplitzovy matice v čase {\displaystyle O(n^{2})}.